# Byron Bay
Byron Bay är en ort i Australien. Den ligger i kommunen Byron Shire och delstaten New South Wales, i den sydöstra delen av landet, omkring 620 kilometer norr om delstatshuvudstaden Sydney. Antalet invånare är 6 764.
Byron Bay är det största samhället i trakten. Genomsnittlig årsnederbörd är 1 858 millimeter. Den regnigaste månaden är januari, med i genomsnitt 298 mm nederbörd, och den torraste är oktober, med 40 mm nederbörd.
Byron Bay är en del av den erosionella kalderan av en gammal sköldvulkan, Tweed Volcano, som fick ett utbrott för 23 miljoner år sedan. Vulkanen bildades när den indo-australiensiska plattan rörde sig över en hotspot i östra Australien. Även om den kallades för en vik när den upptäcktes är den faktiskt geologiskt sett en "vik", eftersom krökningsvinkeln från Cape Byron till Cape Hastings är mindre än 25 grader.
Byron Bay har ett fuktigt subtropiskt klimat (Cfa enligt Köppens klimatklassificering) med varma somrar och milda vintrar. På vintern är den högsta dagstemperaturen vanligtvis 19,4 °C och den lägsta temperaturen vanligtvis 12 °C. Somrarna kan vara varma, med en genomsnittlig dagstemperatur på 27°C. 
Staden är en semesterort som är populär bland både lokala och internationella turister, inte minst backpackers. Det finns flera stränder som är populära för surfing, och landskapet lockar fallskärmshoppare. Oceanway gör det möjligt för besökare att promenera och cykla från centrum till Cape Byron Lighthouse. 
Under 2022 lanserade Screenworks Byron Studios i Byron Bay, den första renodlade filmstudion i Northern Rivers.
Byron Bay Surf Club är den äldsta aktiva surfklubben inom sporten; den var en av Australiens ledande surfklubbar och har varit i kontinuerlig drift i över 105 år. Rugbyligaklubben Byron Bay Red Devils och det australiensiska fotbollslaget Byron Magpies är välkända. 
Byron Bay har flera regelbundna marknader, inklusive en veckovis bondemarknad vid Cavanbach Center, där över 70 lokala bönder säljer färska produkter på torsdagar. Byron Community Market hålls den första söndagen i varje månad på samma plats, och en hantverksmarknad hålls i Railroad Park på lördagar från oktober till påsk. Det finns tre årliga specialiserade strandmarknader som hålls i januari, påsk och september.